# Nini Dombrowski

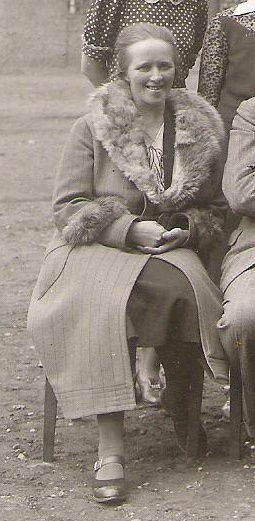
Nini Dombrowski 1944 als Lehrerin am Oberlyceum Hedwigsschule in Neisse.

Nini Dombrowski, eigentlich Adelinde Dombrowski (* 29. Januar 1899 in Reichenberg; † 27. März 1960 in Fulda), war eine deutsche Musikpädagogin und Mitherausgeberin des Liederbuches Der Spielmann.

## Leben
Als Tochter des Altphilologen Dr. Joseph Dombrowski im böhmischen Reichenberg geboren wuchs sie in einer katholisch geprägten Familie auf, in der die Pflege der Hausmusik einen hohen Stellenwert hatte. Ihr Bruder war der Komponist Hansmaria Dombrowski.
Nach dem Abitur absolvierte sie das Studium der Schulmusik an der Universität Breslau. Nach dem Studium führte sie ihr Weg nach Neisse in Oberschlesien, wo sie bis 1945 als Musiklehrerin am Städtischen Oberlyzeum Hedwigschule wirkte.
Sie stand in engem Kontakt zu zahlreichen Vertretern einer jungen Musik, die eng verbunden war mit der Wandervogelbewegung und die sich der Pflege und Erforschung des traditionellen deutschen Liedgutes verschrieben hatten, wie Cesar Bresgen, Walter und Olga Hensel, und gehörte mit diesen zu einer der Vorreiterinnen der Singebewegung und eines lebendigen Schulmusikunterrichts.
Durch ihre berufliche Tätigkeit in Neisse war der Weg zum Heimgarten und des Quickborn um den katholischen Pfarrer Klemens Neumann naheliegend. Sie führte im Neisser Heimgarten und auch anderenorts Singwochen und Liederkurse durch, immer mit dem Ziel, die Freude am Gesang und die Freude am um die Jahrhundertwende wiederentdeckten Volkslied mit anderen zu teilen und in ihnen zu erwecken.
Neumann, mit dem sie bald eine enge musikalische Freundschaft verband, holte sie und einen weiteren musikalischen Mitstreiter, Franz Liebich aus Bad Landeck in Schlesien, in den zwanziger Jahren als fachliche und kompetente Co-Autoren zur Neuedition seines seit 1914 in verschiedenen Formen und Ausgaben erschienen Liederbuches Der Spielmann – von den 1920er bis in die 1960er Jahre eines der populärsten deutschen Liederbücher. Nach Neumanns frühem Tod 1928 fungierten Nini Dombrowski und Franz Liebich als Herausgeber.
Ihrem Einsatz ist es zu verdanken, dass das Buch 1930 die ministerielle Genehmigung zum Gebrauch im Schulunterricht in der Provinz Schlesien erhielt und damit Kindern und Lehrern ein modernes und praktisches Liederbuch übergeben wurde.
Zu diesem Zwecke ergänzt wurde Der Spielmann um das Klavierbuch zum Spielmann ihres Bruders Hansmaria Dombrowski mit einfach zu spielenden, aber lebendigen Klaviersätzen als Ergänzung vor allem für den Chorgesang. Unter ihrer und Franz Liebichs Federführung überschritt das Buch 1959 die Auflage von einer Viertelmillion Exemplaren.
Einen beruflichen Neubeginn nach 1945 fand Nini Dombrowski zunächst als Musiklehrerin an der Marienschule in Fulda; 1952 wurde sie vom Kultusminister des Landes Baden-Württemberg als Musikdozentin an die Pädagogische Hochschule in Gengenbach berufen, wo sie bis zu ihrem frühen Tod tätig war.

## Schriften
- Klemens Neumann, Franz Liebich und Nini Dombrowski (Hrsg.): Der Spielmann. Liederbuch für Jugend und Volk.  Matthias-Grünewald-Verlag, Mainz, zahlreiche Auflagen (z. B. 151.–165. Tsd. 1932; 207–260. Tsd. 1947; 22. Auflage 1978, 22. Auflage; ISBN 978-3-7867-0163-7)